# Plastik (Kunst)

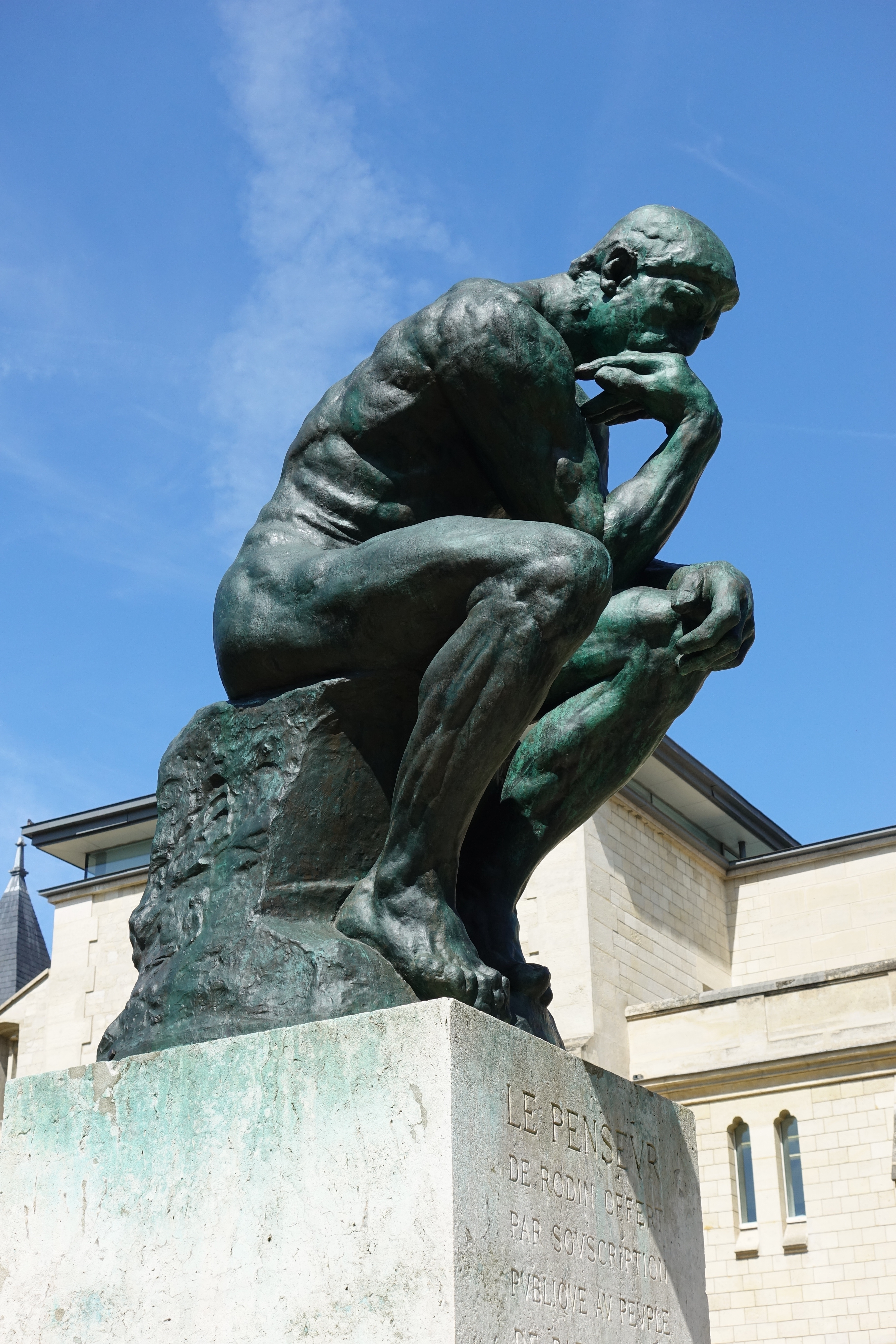
Der Denker von Auguste Rodin, eine Plastik aus Bronze

Eine Plastik (von altgriechisch πλάσσειν plássein „kneten, formen“) ist ein dreidimensionales Werk der bildenden Kunst, das durch Antragen von Material wie Ton oder Gips entsteht. Anders als in der Umgangssprache wird der Begriff klar von dem der Skulptur abgegrenzt, bei der Material zum Beispiel durch Schnitzen oder Meißeln abgetragen wird.

## Begriff der Plastik

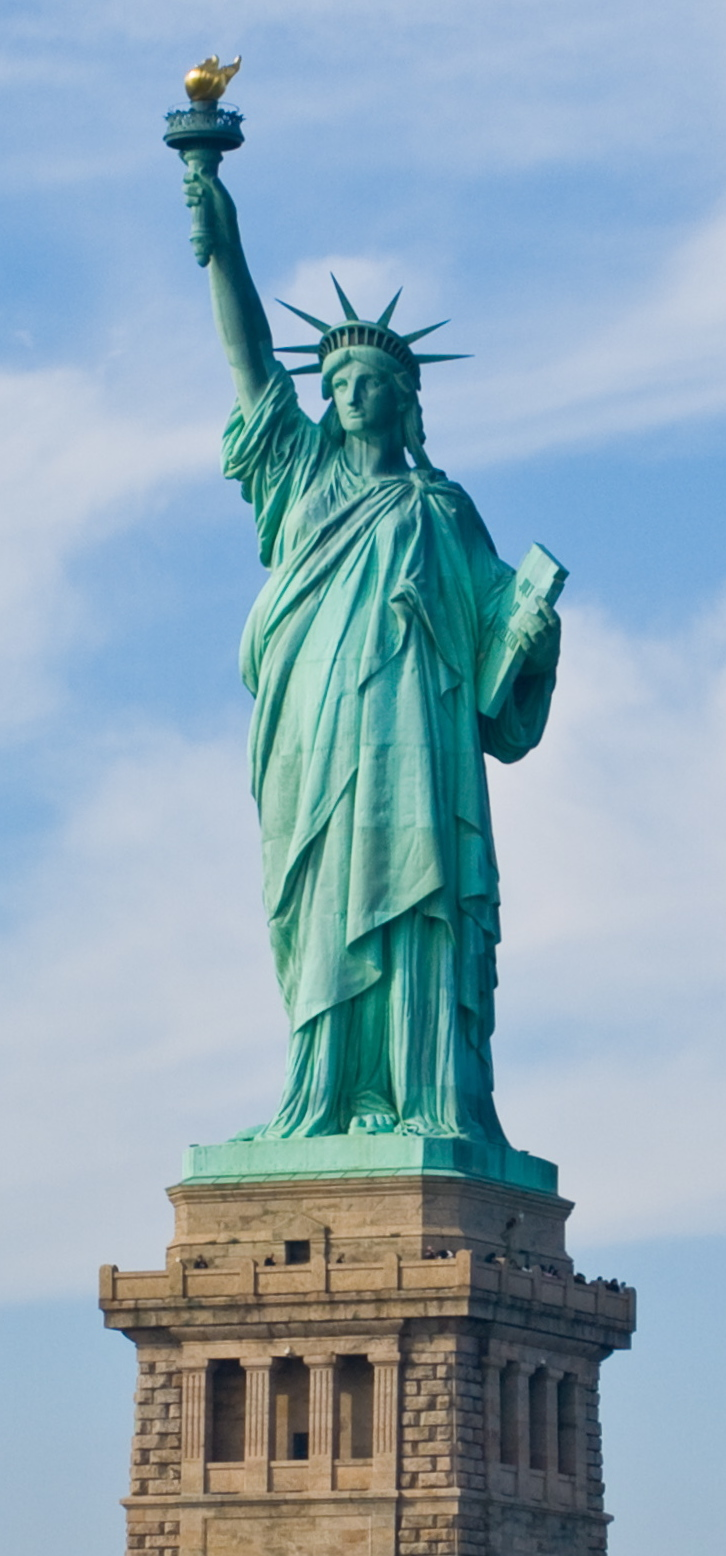
Freiheitsstatue in New York (Kupfer)

### Herkunft
Das Wort Plastik für ein Kunstwerk aus geformtem Material wurde im 18. Jahrhundert aus der französischen Sprache ins Deutsche entlehnt. Das französische Substantiv plastique ist eine Substantivierung des Adjektivs plastique „formbar“. Das Adjektiv geht seinerseits auf Lateinisch [ars] plastica „formende/geformte [Kunst]“ zurück und dies wiederum auf gleichbedeutend πλαστική [τέχνη] plastikē [téchnē] im Griechischen.
Verwandte Wörter im Griechischen sind πλάστης plástēs („Bildhauer“, eigentlich „Former“) und das Verb πλάσσειν plássein („formen“). Etymologisch verwandte Wörter im Deutschen sind Plasma und Pflaster.

### Abgrenzung
Die Begriffe Plastik und Skulptur werden heutzutage weitgehend synonym benutzt. Beide Bezeichnungen sind sowohl auf ein einzelnes Kunstwerk anwendbar als auch auf die Bildhauerkunst insgesamt als Kunstgattung. Die ursprünglich differenzierte Bedeutung – eine Plastik entsteht durch Auftragen von Material und Modellieren, eine Skulptur dagegen durch Hauen und Schnitzen – ist heute nur noch selten im allgemeinen Sprachgebrauch, verbreitet aber in den Fachsprachen der Kunstwissenschaften, etwa der Kunstgeschichte und der Klassischen Archäologie, anzutreffen.
Manche Autoren möchten im Sinn der ursprünglichen Wortbedeutung unterscheiden: Eine Plastik (oder eine Plastik im engeren Sinne) entstehe durch „Antragen“ von weichem Material und einen Aufbau von innen nach außen; dagegen entstehe eine Skulptur durch Abschlagen und Wegschneiden von Stein oder Holz. Zumindest bei einzelnen Kunstwerken ist es möglich, wenn auch nicht allgemein üblich, diese feine Unterscheidung im Sprachgebrauch nachzuvollziehen. Im Deutschen Wörterbuch der Brüder Grimm wird unter Plastik die engere Bedeutung erwähnt: „die bildende kunst, welche die organischen formen selbst körperlich (durch formen, schnitzen, meißeln, gießen) hinstellt, im engeren sinne die form-, modellierkunst“.
Der differenzierte Wortgebrauch ist heute in der Umgangssprache die Ausnahme. Arbeitsschritte wie die Bearbeitung einer Gussform oder die Feinarbeit an einem Gipsmodell entziehen dieser Einteilung zudem die Allgemeingültigkeit. Die Materialmöglichkeiten und Gestaltungstechniken haben sich gerade in der Moderne so sehr erweitert, dass eine Unterscheidung der Begriffe anhand der Art der Formgebung nicht mehr für eine ganze Kunstgattung möglich ist.

### Erweiterung
Der Begriff Plastik wird heute auch außerhalb der bildenden Kunst verwendet, insbesondere in der plastischen Chirurgie, gelegentlich auch für Objekte im Bereich Technik.

## Arten von Plastiken
Kleinplastik ist ein gebräuchlicher Oberbegriff für Bildwerke im „Vitrinenformat“, also zum Beispiel Arbeiten aus Elfenbein. Ein Beispiel für eine Großplastik ist Gerhart Schreiters Memento maris in Bremerhaven, eine moderne Plastik aus Beton und Stahl.
Freiplastiken sind rundum ansichtig, darin unterscheiden sie sich von einem Relief. Zu den häufigen Formen zählen die Statue und die Büste.
Nach dem Material lassen sich unter anderem unterscheiden: Kunstwerke aus Stein (siehe Steinbildhauer), aus Holz (siehe Schnitzen), aus Metall (siehe Metallplastik und Bronzebildwerk sowie Kunstguss), aus Kunststoffen (z. B. Polyester) und Papier (z. B. Pappmaché). Auch Ton und Gips wird verwendet.
Es gibt einen fließenden Übergang zu körperhaften Objekten in neueren Kunstgattungen wie etwa Installationen oder Werken der Land Art. Auch weitergehende Kunstäußerungen beziehen sich abstrahierend auf den Begriff Plastik, etwa die Soziale Plastik.